# Eje transversal PE-24 (Perú)
El Eje transversal PE-24 es uno de los veinte eje que forma parte de la red transversal de Red Vial Nacional del Perú. Está conformado por las rutas nacionales PE-24 y PE-24 A. Recorre los departamentos de Lima y Junín.

## Rutas
- PE-24: Desvío San Vicente de Cañete-Pilcomayo
- PE-24 A: Concepción-Satipo